# حزب العمل الاشتراكي (السعودية)
حزب العمل الاشتراكي هو حزب سياسي سعودي علماني معارض لنظام الحكم في السعودية يحمل الأفكار الإشتراكية والقومية العربية تأسس عام 1972 وتوقف نشاطه عام 1990 بعد حملة اعتقالات.

## علاقته بالجبهة الشعبية لتحرير فلسطين
كان يملك علاقات قوية مع الجبهة الشعبية لتحرير فلسطين بقيادة جورج حبش

## موقفه من احتلال الحرم 1979
كان موقفه أثناء احتلال الحرم المكي في نوفمبر 1979 مؤيد للجماعة السلفية المحتسبة بقيادة جهيمان العتيبي رغم التباين الفكري بينهما حيث تصنف جماعة جهيمان بأنها في أقصى اليمين وهم في أقصى اليسار، وقد أصدر قادة الحزب بيانا من منفاهم في بيروت لتأييد جماعة جهيمان العتيبي

## النشاط الإعلامي
كانت تصدر منشورات إعلامية تابعة للحزب باسم المسيرة و الجزيرة الحرة

## توقف نشاط الحزب
بعد الضربات الأمنية والاعتقالات اللتي وجهت لأفراده في الداخل السعودي وبعد انهيار الإتحاد السوفييتي وتفككه توقف النشاط السياسي لأفراد الحزب وعاد قادته من المنفى بعد عفو ملكي في 1990